# Zyginella
Zyginella (лат.) — род цикадок из отряда полужесткокрылых.

## Описание
Цикадки длиной около 3—4 мм. Стройные, ярко и контрастно окрашенные. Темя умеренно выступающее вперед, лицо уплощенное. В СССР 3 вида..
- Zyginella albifrons Horváth, 1897
- Zyginella pulchra Löw, 1885